# Metabolit
I biokemien defineres en metabolit som et intermediat eller et slutprodukt i en organismes stofskifte. 
Metabolitter er en delmængde af biogent stof. 
Der skelnes mellem primære metabolitter og sekundære metabolitter. Naturstoffer anvendes ofte som en betegnelse for metabolitter, specielt de sekundære metabolitter.
Sekundære metabolitter kan også være nedbrydningsprodukter, fx fra bakteriers leveprocesser.
Et eksempel på dette er heterofermentative lactatbakterier som danner en række sekundære metaboliter, for eksempel forskellige organiske syrer, alkoholer og kuldioxid, som bliver dannet udover mælkesyre.